# Plasticitat sinàptica

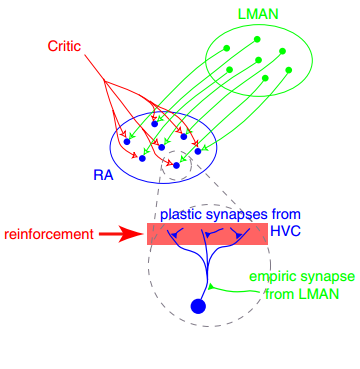
Regla de plasticitat sinàptica per a l'estimació del gradient per pertorbació dinàmica de conductàncies. Les neurones de l'experimentador (LMAN) pertorben dinàmicament les conductàncies de les neurones RA mitjançant sinapsis empíriques. Millores en senyals crítics del rendiment i emet globalment un senyal de reforç a totes les sinapsis lestiques (HVC a RA).

En neurociència, la plasticitat sinàptica és la capacitat de les sinapsis d'enfortir-se o debilitar-se amb el pas del temps, com a resposta als augments o disminucions de la seva activitat. Com que es postula que els records estan representats per circuits neuronals molt interconnectats al cervell, la plasticitat sinàptica és un dels fonaments neuroquímics importants de l'aprenentatge i la memòria (vegeu la teoria Hebbian).
El canvi plàstic sovint resulta de l'alteració del nombre de receptors de neurotransmissors situats a una sinapsi. Hi ha diversos mecanismes subjacents que cooperen per aconseguir la plasticitat sinàptica, inclosos els canvis en la quantitat de neurotransmissors alliberats a una sinapsi i els canvis en l'eficàcia de la resposta de les cèl·lules a aquests neurotransmissors. S'ha trobat que la plasticitat sinàptica tant a les sinapsis excitatòries com a les inhibidores depèn de l'alliberament de calci postsinàptic.

## Descobriments històrics
L'any 1973, Terje Lømo i Tim Bliss van descriure per primera vegada el fenomen ara àmpliament estudiat de la potenciació a llarg termini (LTP) en una publicació al Journal of Physiology. L'experiment descrit es va dur a terme a la sinapsi entre el camí perforant i la circumvolució dentada a l'hipocamp de conills anestesiats. Van poder mostrar un esclat de tetànica (100 Hz) l'estímul de les fibres del camí perforant va provocar un augment dramàtic i durador de la resposta postsinàptica de les cèl·lules sobre les quals aquestes fibres fan sinapsi al gir dentat. El mateix any, la parella va publicar dades molt similars registrades de conills desperts. Aquest descobriment va ser d'especial interès a causa del paper proposat de l'hipocamp en determinades formes de memòria.

## Mecanismes bioquímics
Dos mecanismes moleculars per a la plasticitat sinàptica impliquen els receptors de glutamat NMDA i AMPA. L'obertura dels canals NMDA (que es relaciona amb el nivell de despolarització cel·lular) condueix a un augment de la concentració postsinàptica de Ca2+ i això s'ha relacionat amb la potenciació a llarg termini, LTP (així com amb l'activació de la proteïna quinasa); una forta despolarització de la cèl·lula postsinàptica desplaça completament els ions de magnesi que bloquegen els canals iònics NMDA i permet que els ions de calci entrin a la cèl·lula, probablement causant LTP, mentre que una despolarització més feble només desplaça parcialment els ions Mg2+, donant lloc a menys Ca2+ que entra. la neurona postsinàptica i les concentracions intracel·lulars de Ca2+ més baixes (que activen proteïnes fosfatases i indueixen depressió a llarg termini, LTD).

## Mecanismes teòrics
Un model bidireccional, que descriu tant LTP com LTD, de plasticitat sinàptica s'ha demostrat necessari per a diversos mecanismes d'aprenentatge diferents en neurociència computacional, xarxes neuronals i biofísica. S'han estudiat bé tres hipòtesis principals per a la naturalesa molecular d'aquesta plasticitat, i no cal que cap sigui el mecanisme exclusiu:
1. Canvi en la probabilitat d'alliberament de glutamat.
2. Inserció o eliminació de receptors AMPA postsinàptics.
3. Fosforilació i desfosforilació que indueixen un canvi en la conductància del receptor AMPA.

D'aquestes, les dues últimes hipòtesis s'han examinat recentment matemàticament per tenir una dinàmica dependent del calci idèntica que proporciona una forta evidència teòrica per a un model de plasticitat basat en calci, que en un model lineal on es conserva el nombre total de receptors sembla
{\displaystyle {\frac {dW_{i}(t)}{dt}}={\frac {1}{\tau ([Ca^{2+}]_{i})}}\left(\Omega ([Ca^{2+}]_{i})-W_{i}\right),}
on
- {\displaystyle W_{i}} és el pes sinàptic de la {\displaystyle i} axó d'entrada,
- {\displaystyle [Ca^{2+}]} és la concentració de calci,
- {\displaystyle \tau } és una constant de temps que depèn de les taxes d'inserció i eliminació dels receptors de neurotransmissors, de la qual depèn {\displaystyle [Ca^{2+}]}, i
- {\displaystyle \Omega =\beta A_{m}^{\rm {fp}}} també és una funció de la concentració de calci que depèn linealment del nombre de receptors de la membrana de la neurona en algun punt fix.

Tots dos {\displaystyle \Omega } i {\displaystyle \tau } es troben experimentalment i coincideixen en els resultats d'ambdues hipòtesis. El model fa importants simplificacions que el fan inadequat per a prediccions experimentals reals, però proporciona una base significativa per a la hipòtesi d'una dependència de la plasticitat sinàptica basada en calci.

## Plasticitat a curt termini
La plasticitat sinàptica a curt termini actua en una escala de temps de desenes de mil·lisegons a pocs minuts a diferència de la plasticitat a llarg termini, que dura des de minuts fins a hores. La plasticitat a curt termini pot enfortir o debilitar una sinapsi.

## Plasticitat a llarg termini
La depressió a llarg termini (LTD) i la potenciació a llarg termini (LTP) són dues formes de plasticitat a llarg termini, que duran minuts o més, que es produeixen a les sinapsis excitadores. La LTD i LTP dependents de NMDA s'han investigat àmpliament i s'ha trobat que requereixen la unió de glutamat i glicina o D-serina per activar els receptors NMDA. S'ha trobat que el punt d'inflexió per a la modificació sinàptica d'una sinapsi és modificable en si mateix, depenent de la història de la sinapsi. Recentment, s'han fet una sèrie d'intents per oferir un model complet que podria explicar la majoria de les formes de plasticitat sinàptica.